# Барбър (окръг, Канзас)
Окръг Барбър (на английски: Barber County) е окръг в щата Канзас, Съединени американски щати. Площта му е 2942 km². Според преброяването от 2020 г. населението на окръга е 4228. Административен център е град Медисън Лодж. Той е кръстен на Томас Барбър, аболиционист, който беше убит в окръг Дъглас през 1855 г. по време на войната на Вакаруса. 

## География
Според Бюрото за преброяване на населението на САЩ, окръгът има обща площ от 1136 квадратни мили (2940 km 2), от които 1 134 квадратни мили (2 940 km 2) са земя и 2,1 квадратни мили (5,4 km 2) (0,2%) са вода.

## Съседни окръзи
- Прат (север)
- Кингмън  (североизток)
- Харпър (изток)
- Алфалфа (югоизток)
- Удс (югозапад)
- Команчи (запад)
- Кайоуа (северозапад)